# Oleksandr Martynenko
Pour les articles homonymes, voir Martynenko.
Oleksandr Martynenko est un coureur cycliste ukrainien, né le 22 juillet 1989 à Donetsk.

## Palmarès et résultats

### Palmarès par année
- 2006
  - Champion du monde de la course aux points juniors
  -  Médaillé d'argent au championnat d'Europe de course aux points juniors
- 2008
  -  Champion d'Ukraine de scratch
  - 2e du championnat d'Ukraine de course aux points
- 2009
  - 3e du championnat d'Ukraine du critérium
- 2011
  - 2e et 5e étapes du Grand Prix d'Adyguée
  - Grand Prix de Moscou
- 2012
  - 2e de la Race Horizon Park
  - 3e du championnat d'Ukraine du critérium
- 2013
  - 3e du Grand Prix de Moscou

### Classements mondiaux
| Année           | 2009 | 2010 | 2011 | 2012 | 2013 |
| --------------- | ---- | ---- | ---- | ---- | ---- |
| UCI Asia Tour   |      |      |      | 264e |      |
| UCI Europe Tour | 694e |      | 233e | 336e | 329e |